# Power Purchase Agreement
Das Power Purchase Agreement (PPA) ist ein spezieller Stromliefervertrag, bei dem ein Vertragspartner in der Regel ein Kraftwerksbetreiber bzw. Independent Power Producer, der andere ein größerer Abnehmer (Unternehmen, Stromhändler oder Versorger) ist. In Deutschland haben Power Purchase Agreements zunächst durch den Wegfall der Versorgungsgebietsmonopole sowie die nach Energiewirtschaftsgesetz vorgeschriebene Entflechtung der Stromwirtschaft bzw. eigenständige Übertragungsnetzbetreiber an Bedeutung gewonnen. Im Rahmen der Energiewende sind sie ein wichtiges Instrument, um Kraftwerke im Bereich der erneuerbaren Energien unabhängig vom Erneuerbare-Energien-Gesetz zu finanzieren und zu betreiben sowie Abnehmer langfristig mit Grünstrom zu versorgen. Power Purchase Agreements lassen sich insbesondere nach Vertragsparteien und vereinbarter Netznutzung unterscheiden.

## Bedeutung
In einem PPA werden alle kommerziellen Bedingungen für den Stromverkauf zwischen den beiden Parteien, einschließlich des Zeitpunkts der Aufnahme des Vertrags, der etwaigen Weitergabe von Herkunftszertifikaten, der Vertragsstrafen für eine zu geringe Lieferung sowie der Kündigung festgelegt. 
Es gibt heute viele Formen von PPAs, die sich je nach den Bedürfnissen von Käufer, Verkäufer und Finanzierungspartnern unterscheiden. PPAs können durch ihre längere Laufzeit als Absicherung gegen schwankende Strompreise genutzt werden.
Die Vertragslaufzeit kann zwischen 5 und 20 Jahren betragen, wobei der Stromkäufer während dieser Zeit Energie und manchmal auch Kapazität und/oder Nebenleistungen vom Stromerzeuger kauft. Solche Vereinbarungen spielen eine Schlüsselrolle bei der Finanzierung von Stromerzeugungsanlagen.
Im Falle der dezentralen Stromerzeugung (bei dem aus der Erzeugungsanlage ohne Nutzung des öffentlichen Stromnetzes direkt an den Abnehmer geliefert wird) haben sich die kommerziellen PPAs als eine Variante entwickelt, die z. B. Unternehmen ermöglicht, Strom direkt vom Erzeuger und nicht vom Versorgungsunternehmen zu kaufen. Dieser Ansatz erleichtert die Finanzierung von dezentralen Erzeugungsanlagen wie Photovoltaik und Windkraftanlagen. Es kann also zwischen verschiedenen Arten von PPAs unterschieden werden. So wird eine Stromlieferung direkt an einen Verbraucher wie z. B. ein Unternehmen als "corporate PPA" bezeichnet. Ist der Abnehmer ein Stromhändler, der den Strom weiter vermarktet, wird das PPA als ein "merchant PPA" bezeichnet.
Laut einer Studie (PPA-Barometer) der Energie & Management Verlagsgesellschaft werden über PPA finanzierte Wind- und Solarprojekte bis 2020 lediglich 1 % der installierten grünen Kraftwerksleistung in Europa ausmachen. Die Quote solle bis Mitte der 2020er-Jahre sprunghaft ansteigen; PPAs könnten auch in Deutschland ein wichtiger Treiber werden.

## Deutschland
In Deutschland gewinnen PPAs vor allem für Bauprojekte von erneuerbaren Energien an Bedeutung. Aufgrund der derzeitigen EEG-Richtlinie und der daraus resultierenden Einspeisevergütung sind PPAs bislang in Deutschland wenig verbreitet. Mit dem Auslaufen des Förderzeitraums ab 2021 können PPAs dazu beitragen, weiterhin Strom durch erneuerbare Energien wie Windkraftanlagen wirtschaftlich zu erzeugen. Sie bieten also eine Möglichkeit der Anschlussfinanzierung des Anlagenbetriebs. Auch die Finanzierung von Neuanlagen sind durch steigende Wettbewerbsfähigkeit der erneuerbaren Energien und sinkende Einspeisevergütung realistisch.